# Kreise (Album)
Kreise ist das fünfte Studioalbum von Johannes Oerding. Es erschien am 5. Mai 2017 bei Columbia.

## Entstehung
Das Album wurde von Oerding gemeinsam mit Mark Smith produziert, als Songschreiber wirkten neben Smith auch noch diverse andere Musiker mit, darunter Fabian Römer, Moritz Stahl, David Vogt, Benni Dernhoff, Maarten Hemmen und Simon Gattringer. Den Text zu Weiße Tauben schrieb Samy Deluxe. Beim Titelsong Kreise waren auch die Beatgees als Produzenten beteiligt, bei Hundert Leben produzierte Benni Dernhoff mit.

## Rezeption
Hitchecker.de schrieb: „Eine große Überraschung hat Kreise nicht zu bieten. Das austauschbare Songmaterial erhält mit Oerdings leicht belegter, rauchiger Stimme allerdings einen entscheidendes Wiedererkennungsmerkmal. Markant klingt der 35-Jährige dabei vor allem in den hohen Tonlagen.“ Die Webseite vergab zwei von fünf Punkten. Plattentests.de hörte „stinknormalen, seelenlosen Mainstream-Pop. Tut niemandem weh, hilft aber auch keinem.“ Die Seite vergab zwei von zehn Punkten.

## Titelliste
| Nr. | Titel                                    | Länge |
| --- | ---------------------------------------- | ----- |
| 1.  | Kreise                                   | 3:41  |
| 2.  | Tetris                                   | 3:55  |
| 3.  | Hundert Leben                            | 3:46  |
| 4.  | So schön                                 | 3:39  |
| 5.  | Leuchtschrift (Große Freiheit)           | 4:19  |
| 6.  | Freier Fall                              | 3:28  |
| 7.  | Love Me Tinder                           | 4:05  |
| 8.  | Unser Himmel ist derselbe                | 3:51  |
| 9.  | Weiße Tauben                             | 3:51  |
| 10. | Die Zeit nach der Zeit danach            | 3:51  |
| 11. | Zieh dich aus                            | 2:35  |
| 12. | Stein für Stein                          | 4:21  |
| 13. | Nur unterwegs                            | 3:57  |
| 14. | Zwischen Mann und Kind                   | 2:51  |
| 15. | Kreise (Akustik Solo)                    | 3:23  |
| 16. | Hundert Leben (Akustik Solo)             | 3:50  |
| 17. | Love Me Tinder (Akustik Solo)            | 4:05  |
| 18. | Unser Himmel ist derselbe (Akustik Solo) | 3:43  |
| 19. | Stein für Stein (Akustik Solo)           | 4:16  |
| 20. | Auf die andere Seite (Akustik Solo)      | 3:22  |

## Chartplatzierungen
| ChartsChartplatzierungen | Höchstplatzierung | Wochen |
| ------------------------ | ----------------- | ------ |
| Deutschland (GfK)        | 2 (71 Wo.)        | 71     |
| Österreich (Ö3)          | 46 (1 Wo.)        | 1      |
| Schweiz (IFPI)           | 20 (10 Wo.)       | 10     |